# Бернадет Субиру
Мари Бернар Субиру или Света Бернадет из Лурда (7. јануар 1844 — 16. април 1879) је објавила да јој се приказала Девица Марија. Од 1858. Лурд је постао једно од главних ходочасничких места у Европи.